# The Whole Thing's Started
The Whole Thing's Started è il secondo album in studio del gruppo musicale rock australiano Air Supply, pubblicato nel 1977.

## Tracce
Testi e musiche di Graham Russell.
1. Teach Me to Run – 4:02
2. Do It Again – 3:35
3. Do What You Do – 3:47
4. There's Nothing I Can Do – 3:38
5. Ready for You – 4:28
6. That's How the Whole Thing Started – 4:03
7. Love Comes to Me – 5:51
8. The Answer Lies – 3:44
9. It's Automatic – 2:57
10. The End of the Line – 3:33

## Formazione
- Russell Hitchcock – voce
- Rex Goh – chitarra elettrica
- Graham Russell – chitarra acustica, voce
- Adrian Scott – tastiere
- Jeremy Paul – basso, voce
- Nigel Macara – batteria